# Рабча
Рабча (словац. Rabča) — село, громада округу Наместово, Жилінський край. Кадастрова площа громади — 25,16 км².
Населення 5106 осіб (станом на 31 грудня 2018 року).

## Історія
Рабча згадується 1550 року.

## Географія
Протікають річка Бистра і Сольний потік.

## Населення
| Рік:            | 1994. | 2004.    | 2014.    | 2024.    |
| --------------- | ----- | -------- | -------- | -------- |
| Кількість осіб: | 3848  | 4360     | 4857     | 5402     |
| Різниця:        |       | +13,30 % | +11,39 % | +11,22 % |

| Рік:            | 2023. | 2024.   |
| --------------- | ----- | ------- |
| Кількість осіб: | 5336  | 5402    |
| Різниця:        |       | +1,23 % |